# Lahamaide
Lahamaide, La Hamaide – dzielnica (section) gminy Ellezelles w Belgii, w Regionie Walońskim, w prowincji Hainaut, w okręgu Ath. 1 stycznia 2020 roku liczyła 481 mieszkańców. Do 31 grudnia 1976 samodzielna gmina.

## Demografia
Liczba mieszkańców, stan na 1 stycznia:
| Rok                | 1930 | 1947 | 1961 | 2020 |
| ------------------ | ---- | ---- | ---- | ---- |
| Liczba mieszkańców | 711  | 592  | 527  | 481  |

## Transport
Przez teren dzielnicy przebiega droga regionalna N529.